# Friona octobalteata
Friona octobalteata là một loài tò vò trong họ Ichneumonidae.